# Yasin Pehlivan
Yasin Pehlivan [jásin pehlivan] (* 5. ledna 1989, Vídeň, Rakousko) je rakouský fotbalový záložník a bývalý reprezentant tureckého původu, od července 2017 hráč klubu FC Spartak Trnava.
Narodil se ve Vídni tureckým rodičům.

## Klubová kariéra
V Rakousku debutoval v profesionální kopané v roce 2009 v klubu Rapid Vídeň. V létě 2011 odešel do Turecka, kde působil v klubech Gaziantepspor, Bursaspor, Kayseri Erciyesspor.

V srpnu 2015 se vrátil do Rakouska a podepsal roční smlouvu s klubem FC Red Bull Salzburg, mistrem rakouské Bundesligy sezóny 2014/15. V ročníku 2015/16 získal s týmem double, tedy ligový titul i prvenství v rakouském poháru. V sezóně 2016/17 byl bez angažmá.

V červenci 2017 se stal hráčem slovenského prvoligového klubu FC Spartak Trnava, do týmu si jej vybral srbský trenér Nestor El Maestro.

## Reprezentační kariéra
Působil v některých mládežnických reprezentacích Rakouska (U20, U21).
V A-mužstvu Rakouska debutoval 1. 4. 2009 v kvalifikačním utkání proti reprezentaci Rumunska (výhra 2:1).